# Marguerite Blume-Cárdenas

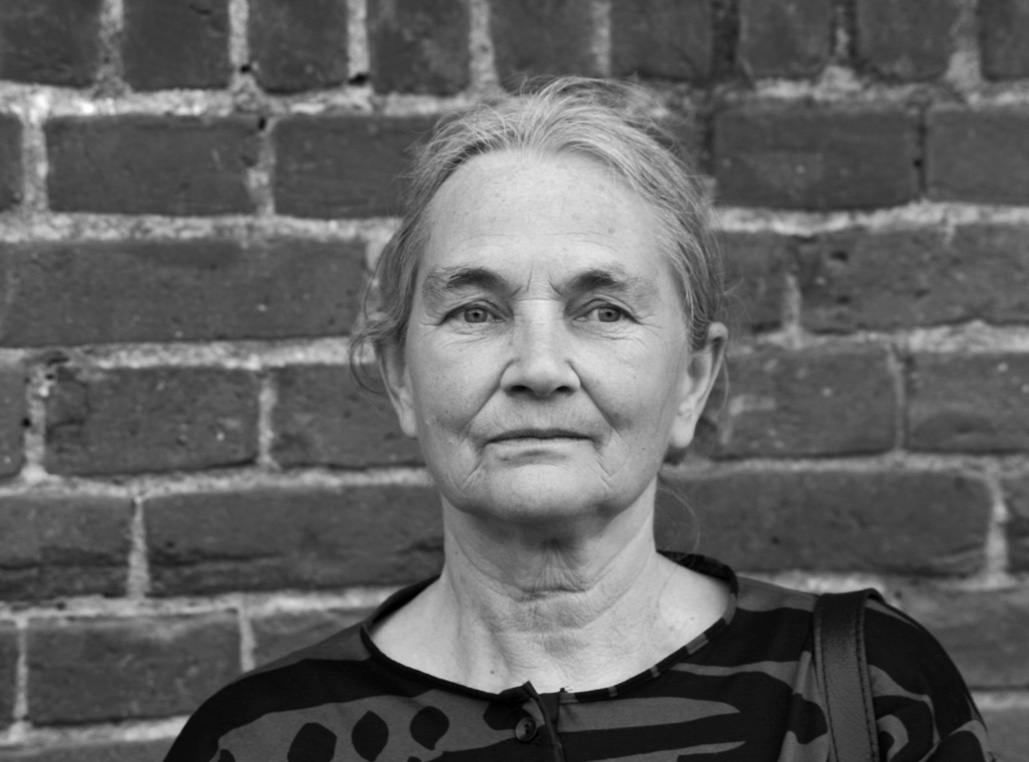
Marguerite Blume-Cárdenas, 2014

Marguerite Blume-Cárdenas (* 31. Oktober 1942 in Elne, Frankreich) ist eine deutsche Bildhauerin und Zeichnerin.

## Leben
Blume-Cárdenas' Mutter war eine kommunistische Historikerin; ihr Vater kämpfte im Spanischen Bürgerkrieg gegen Franco. Nach einem dreijährigen Studium an der Arbeiter-und-Bauern-Fakultät für bildende Kunst in Dresden absolvierte Marguerite Blume-Cárdenas von 1963 bis 1964 eine Steinmetzlehre in Berlin. Diese bildete die Basis für ihr anschließendes Studium 1964 bis 1969 an der Hochschule für Bildende Künste Dresden, wo zu ihren Lehrern Gerd Jaeger, Walter Arnold und Hans Steger gehörten.
Seit 1969 arbeitet sie freiberuflich als Bildhauerin. Sie war von 1970 bis 1990 Mitglied des Verbands Bildender Künstler der DDR.
1992 gründete sie u. a. mit Elli Graetz, Annett Gröschner, Gisela Kurkhaus-Müller, Emerita Pansowová, Nuria Quevedo und Ursula Strozynski die Künstlerinnen-Initiative Xanthippe e.V. Seit 1993 ist sie Mitglied im Berufsverband Bildender Künstler Berlin und seit 2013 im GEDOK Brandenburg e.V.
Marguerite Blume-Cárdenas lebt und arbeitet in Berlin. Regelmäßig nimmt sie am Bildhauersymposium der Berliner Bildhauer in Reinhardtsdorf teil und war Teilnehmerin an den Symposien in Lindabrunn (Österreich), Remschütz und am Symposium des Neuen Sächsischen Kunstvereins. Zu ihren wichtigsten Themen gehören Kriegsspur, Requiem und antike Mythologie.

## Ehrungen
- 1975 Ernst-Zinna-Preis der Stadt Berlin
- 1980 Berlin-Preis
- 1981 Kunstpreis der Stadt Gera, in Gruppe
- 1982 Kunstpreis des FDGB, in Gruppe
- 2020 Brandenburgischer Kunstpreis in der Kategorie Plastik[2]

## Zitat
„...bei Marguerite Blume-Cárdenas handelt es sich um das Meistern einer Berufung, keine Gefälligkeit zu Diensten. Das Nötigste macht ihre Figuren vollkommen. Das Unnötige wäre Pathos, auf das sie konsequent verzichtet. Eine Vielzahl der Werke ist in Torsi verknappt, der verdichtetsten Form der Skulptur. Ein Torso ist wie ein eigenwilliges Versmaß. Im Torso wirkt der Steinblock – bleibt ausdrücklicher zugegen. Die Gebärde – das Gestische der ganzen Figur – ruht im Zentrum des Steins. Der Gesamtausdruck vollzieht sich außerhalb des Torsos, kunstvoll-assoziativ geplant.“ Heidrun Hegewald, Oktober 2005

## Werke (Auswahl)

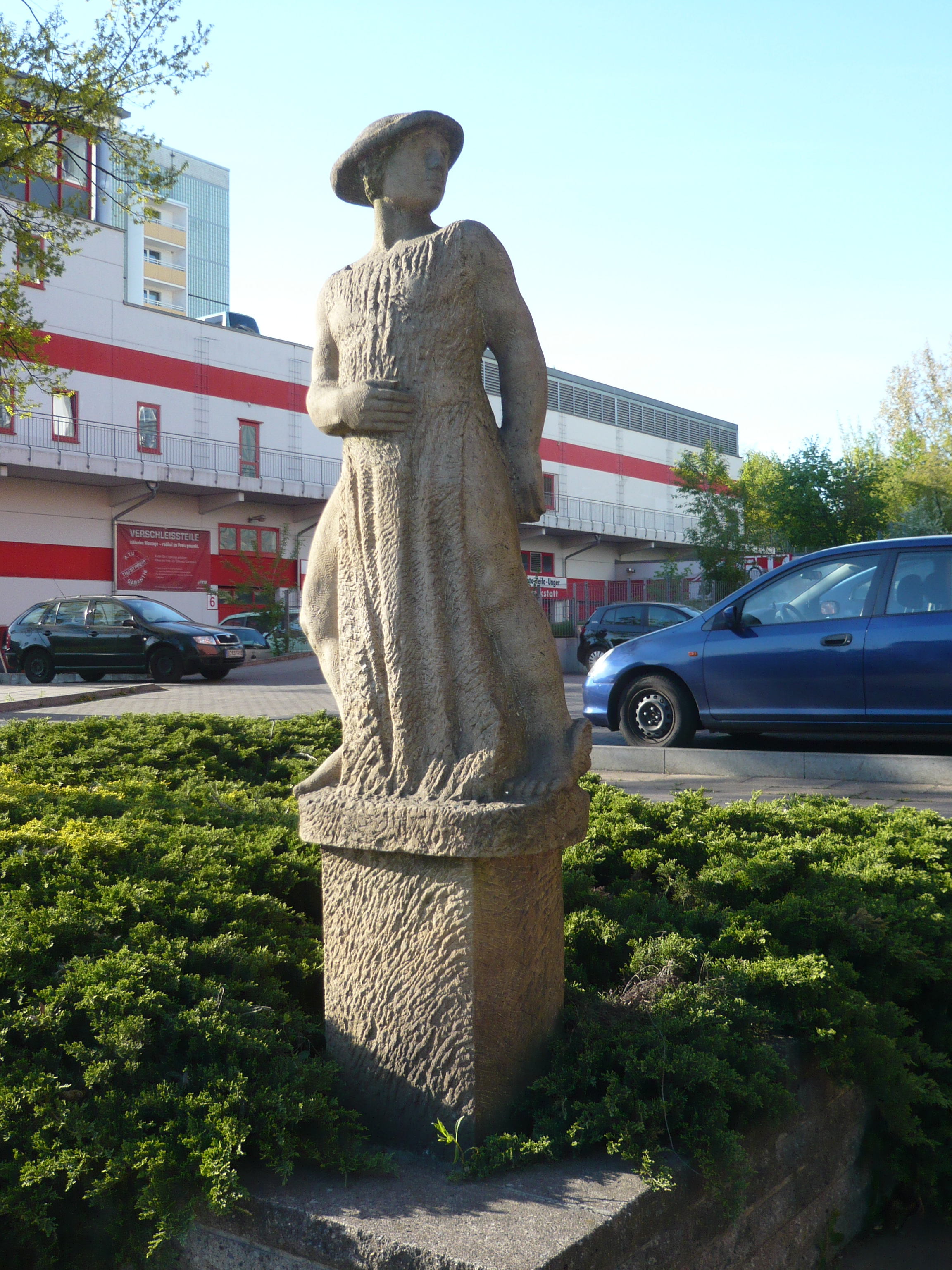
Sandsteinplastik „Hermes“ (1982)

- 1970/1971 Hans Beimler (Relief, Gips, auf der VII. Kunstausstellung der DDR)[4]
- 1974 Gips-Porträtbüste Andrej[5]
- 1979 Bronze-Porträtbüste Olga Benario-Prestes (auf der IX. Kunstausstellung der DDR)[6]
- 1981 Arbeit für eine Reliefwand Metamorphose Leben, Haus der Kultur Gera, Saalburger Kalkstein
- 1978 Sandsteinplastik Schwestern
- 1982 Sandsteinplastik Hermes, Berlin-Lichtenberg
- 1982 Sandsteinplastik Schlafende, Berlin-Treptow
- 1985/86 Sandsteinplastik Liegende, Berlin-Marzahn
- 1991 Sandsteinskulpturen Hauseingangszeichen Jahreszeiten, Berlin-Marzahn
- 1997 Sandsteinplastik Sommernachtstraum, Hennigsdorf
- 2008 Skulptur Die magischen Sieben, Berlin-Marzahn, zusammen mit Sigrid Herdam[7]

Arbeiten von Marguerite Blume-Cárdenas im öffentlichen Raum sind unter anderem in Berlin, Frankfurt (Oder), Rostock, Schwerin, Saalfeld und Lindabrunn (Österreich) zu sehen.

## Ausstellungen (unvollständig)
- 1986 (mit Antje Fretwurst-Colberg) und 1999 Galerie M, Berlin
- 1987 Galerie im Turm, Berlin
- 1995 Galerie Bernau, zusammen mit Günter Blendinger
- 1995 Inselgalerie, Berlin, zusammen mit Barbara Müller-Kageler
- 2000 Galerie Mitte, Berlin, zusammen mit Sigrid Herdam
- 2001 Galerie Hintersdorf, Berlin, zusammen mit Ronald Paris
- 2003 Galerie im Prater, Berlin, Marguerite Blume-Cardenas – Skulptur und Zeichnung
- 2004 Deutsche Werkstätten Hellerau, Dresden, zusammen mit Eckhard Lemcke
- 2007 Galerie 100, Berlin
- 2009 Galerie am Plan, Pirna, Fragmente und Konturen
- 2011 Stadtpfarrkirche Sankt Marien, Müncheberg, zusammen mit Günter Blendinger, Hieb-und-Strich-FEST
- 2014 GEDOK-Galerie Kunstflügel, Rangsdorf, zusammen mit Sonja Eschefeld, STEINBRUCH IN STEIN UND FARBE
- 2015 Kunstpavillon Heringsdorf, zusammen mit Sonja Eschefeld
- 2019 Alte Feuerwache (Berlin-Friedrichshain), zusammen mit Margot Sperling
- 2020 Schloss Neuhardenberg, Ausstellung im Rahmen der Verleihung des Brandenburgischen Kunstpreises
- 2021 Kunstscheune Barnstorf, Wustrow (Fischland), zusammen mit Ronald Paris
- 2022 MaiGalerie Berlin, Das Spiel mit dem Stein oder Der notwendige Zufall. Skulpturen und Arbeiten auf Papier[8]
- 2022 Winckelmann-Museum, Stendal, zusammen mit Barbara Müller-Kageler
- 2024 Galerie Christine Knauber, Berlin

Teilnahme an zentralen und wichtigen regionalen Ausstellungen in der DDR:
- 1972/1973, 1977/1978 und 1982/1983: Dresden, VII.,VIII. und IX. Kunstausstellung der DDR
- 1973 bis 1987: Berlin, Treptower Park, sieben Ausstellungen „Plastik und Blumen“ (Ausstellung)
- 1974/1975: Frankfurt/Oder, Galerie Junge Kunst („Junge Künstler '74. 1. Ausstellung junger bildender Künstler der DDR“)
- 1975 bis 1989: Berlin, fünf Bezirkskunstausstellungen
- 1980: Berlin, Ausstellungszentrum am Fernsehturm („Retrospektive Berlin“)
- 1984: Gera, Bezirkskunstausstellungen
- 1984: Magdeburg, Museum Kloster Unser Lieben Frauen („Junge Bildhauerkunst der DDR“)
- 1987: Dresden, Galerie Rähnitzgasse („Wirklichkeit und Bildhauerzeichnung“)
- 1988: Berlin, Ausstellungszentrum am Fernsehturm („America latina. Lateinamerika in der bildenden Kunst der DDR“)